# کازانکا (استان آمور)
کازانکا (به لاتین: Kazanka) یک منطقهٔ مسکونی در روسیه است که در استان آمور واقع شده‌است.